# Pianta perenne

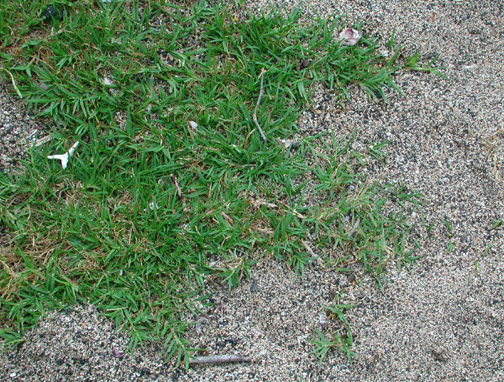
La gramigna, una pianta erbacea perenne

In botanica, pianta perenne è una pianta che vive più di due anni, a differenza delle annuali e delle biennali. In questo tipo di specie la parte aerea dell'organismo vegetale nella stagione fredda può anche morire, ma la radice o altri organi sotterranei sono in grado in primavera di dare origine nuovamente a tali porzioni della pianta.

## Descrizione
Le piante perenni sono più comunemente:
- Erbacee - piante che hanno fogliame e steli che muoiono al suolo alla fine della stagione di crescita e che mostrano solo una crescita primaria.
- Sempreverde - con fogliame persistente senza steli legnosi.
- Legnose - piante con fusti fuori terra persistenti che sopravvivono da una stagione di crescita all'altra, con crescita primaria e secondaria, o crescita in larghezza protetta da una corteccia esterna.

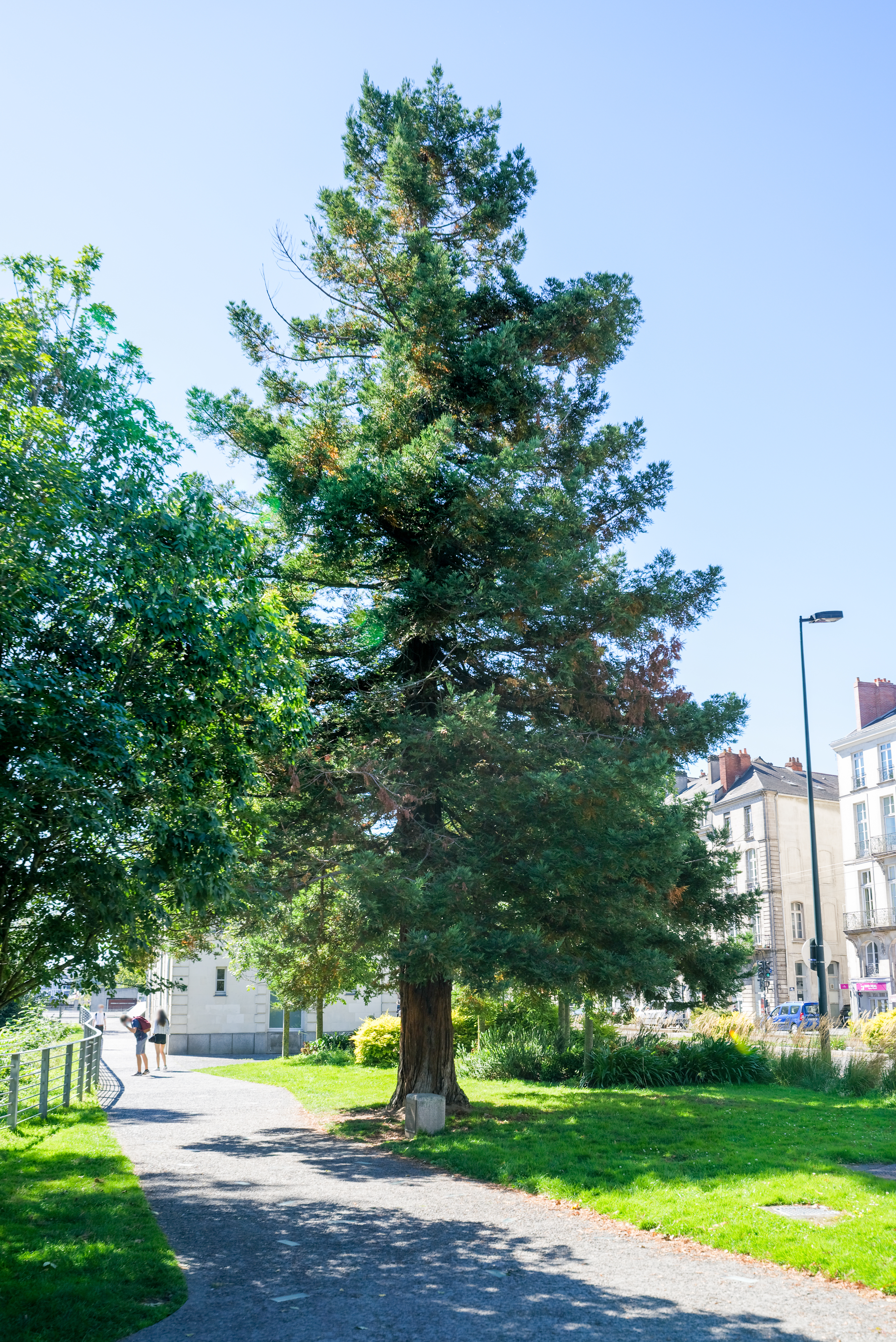
Sequoia sempervirens, pianta perenne arborea

Possono essere di breve durata (solo pochi anni) o di lunga durata. Includono un vasto assortimento di gruppi di piante, da non fiorite come felci ed epatiche a piante da fiore molto diverse come orchidee, erbe e piante legnose. Le piante che fioriscono e fruttificano solo una volta e poi muoiono sono chiamate monocarpiche o semelpari. Queste specie possono vivere per molti anni prima di fiorire; ad esempio, l'Agave americana può vivere per 80 anni e crescere 30 metri di altezza prima di fiorire e morire. Tuttavia, la maggior parte delle piante perenni sono policarpiche (o iteropare), ossia fioriscono in molte stagioni della loro vita. Le piante perenni investono più risorse delle annuali in radici, corone e altre strutture che consentono loro di vivere da un anno all'altro. Spesso hanno un vantaggio competitivo perché possono iniziare la loro crescita e uscire prima nella stagione di crescita e possono diventare più alte delle annuali, in modo da competere meglio per lo spazio e catturare più luce.
 
Alcune piante perenni mantengono il fogliame tutto l'anno; sono dette sempreverdi. Le piante perenni decidue perdono tutte le foglie parte dell'anno ed includono piante erbacee e legnose; le piante erbacee hanno steli privi di una crescita dura e fibrosa, mentre le piante legnose hanno steli con gemme che sopravvivono fuori terra durante la dormienza. Alcune piante perenni sono semi-decidue, il che significa che perdono alcune delle loro foglie in inverno o in estate. Le piante perenni decidue perdono le foglie quando le condizioni di crescita non sono più adatte alla fotosintesi, come quando fa troppo freddo o il clima è troppo secco. In molte parti del mondo, la stagionalità è espressa come periodi umidi e secchi piuttosto che periodi caldi e freddi; le piante perenni decidue perdono le foglie nella stagione secca. Alcune piante perenni sono protette dagli incendi perché hanno radici sotterranee che producono germogli, bulbi, corone o steli avventizi.

## Esempi
Esempi di piante perenni legnose sono: il lillà Syringa vulgaris, mentre la rosa può vivere per qualche decennio; il genere (tassonomia) Lupinus che vive circa sei anni. Gli alberi di alto fusto vivono anche per millenni come esempio il carrubo Ceratonia siliqua, le querce quercus, l'ulivo olea europea, il castagno castanea sativa, ecc... Altre per secoli per esempio il mandorlo prunus dulcis, il mirto Myrtus communis, il ginepro Juniperus communis, il corniolo cornus mas, ecc. Un esempio di pianta erbacea perenne che secca in autunno per poi rifiorire a partire dal rizoma la primavera successiva è la canna comune (Arundo donax).

## Benefici in agricoltura
Sebbene la maggior parte dell'umanità sia nutrita dalla risemina dei semi delle colture annuali di cereali (naturalmente o dagli sforzi manuali dell'uomo), le colture perenni offrono numerosi vantaggi. Le piante perenni hanno spesso apparati radicali profondi ed estesi che possono trattenere il suolo per prevenire l'erosione, catturare l'azoto disciolto prima che possa contaminare il suolo e le acque e surclassare le erbacce (riducendo la necessità di erbicidi). Questi potenziali benefici delle piante perenni hanno portato a nuovi tentativi di aumentare la resa in semi delle specie perenni, che potrebbero portare alla creazione di nuove colture di cereali perenni. Alcuni esempi di nuove colture perenni in fase di sviluppo sono il riso perenne e il Thinopyrum intermedium.

## Coltivazione
Le piante perenni coltivate comprendono: piante legnose, arbusti e alberi, colture alimentari erbacee e piante subtropicali che non sono resistenti nelle aree più fredde.  Le piante perenni comprendono anche le piante coltivate a scopo ornamentale.
Ogni tipo di pianta deve essere separato in modo diverso; ad esempio, le piante con un apparato radicale fascicolato possono essere separate con due forchette da giardino infilate una dietro l'altra, oppure tagliate con dei coltelli. Tuttavia, piante come l'iris barbata hanno un apparato radicale di rizomi; questi apparati radicali devono essere piantati in modo che la cima del rizoma sia appena sopra il livello del suolo, in modo che le foglie dell'anno successivo siano visibili. Lo scopo della divisione delle piante perenni è quello di aumentare il numero di piante della stessa specie.

## Distribuzione
Le piante perenni dominano molti ecosistemi naturali sulla terraferma e in acqua dolce, mentre pochissime tra loro crescono nelle acque poco profonde del mare. Le piante erbacee perenni dominano nelle condizioni eccessivamente calde per alberi e arbusti (steppe e praterie); dominano anche la tundra troppo fredda per la crescita degli alberi. Quasi tutte le piante forestali, compresi gli alberi e gli arbusti, sono perenni.

## Galleria d'immagini

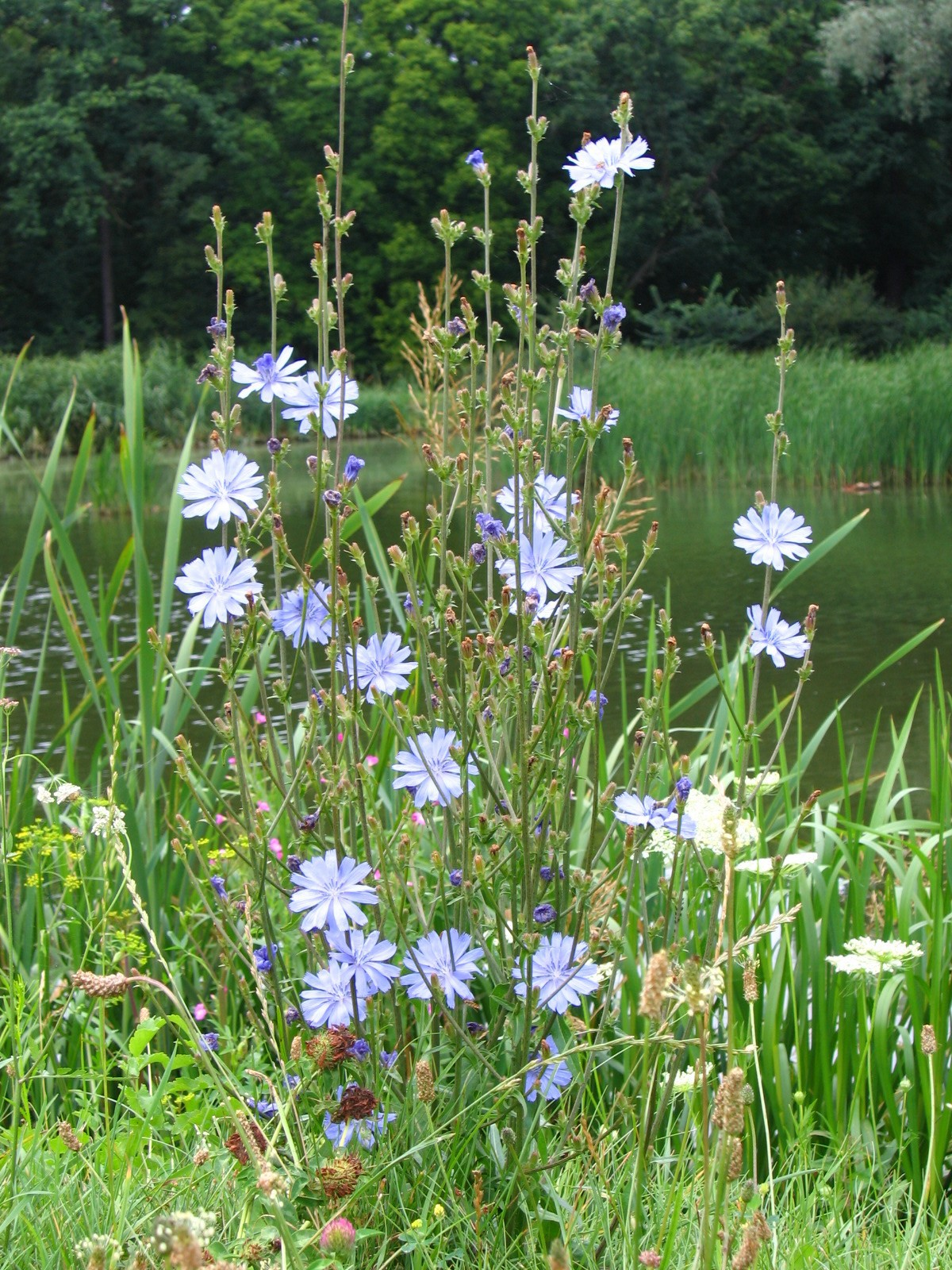
La cicoria comune, Cichorium intybus
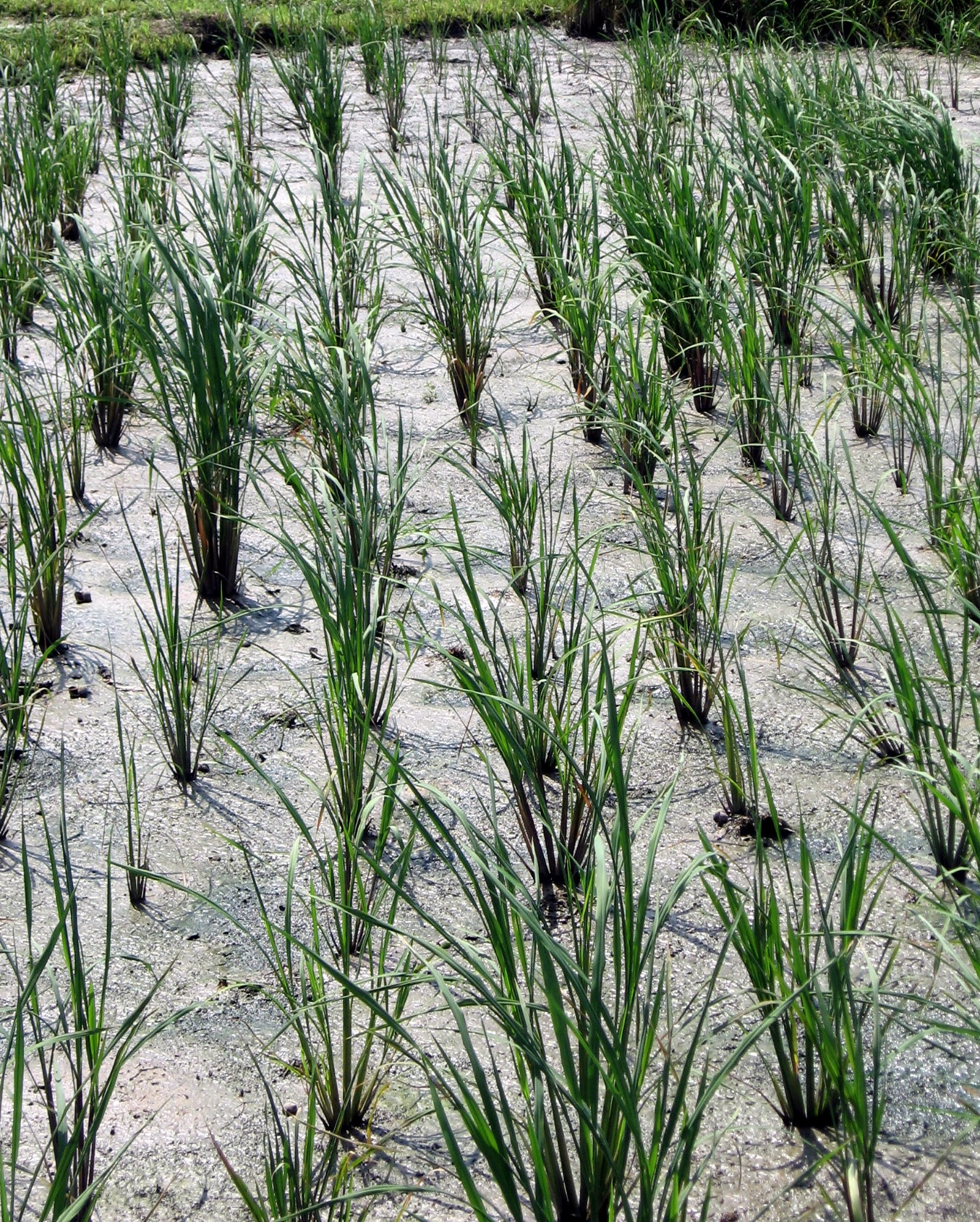
Terreno di ricerca dedicato al riso perenne presso una stazione di ricerca YAAS sulle isole Hainan
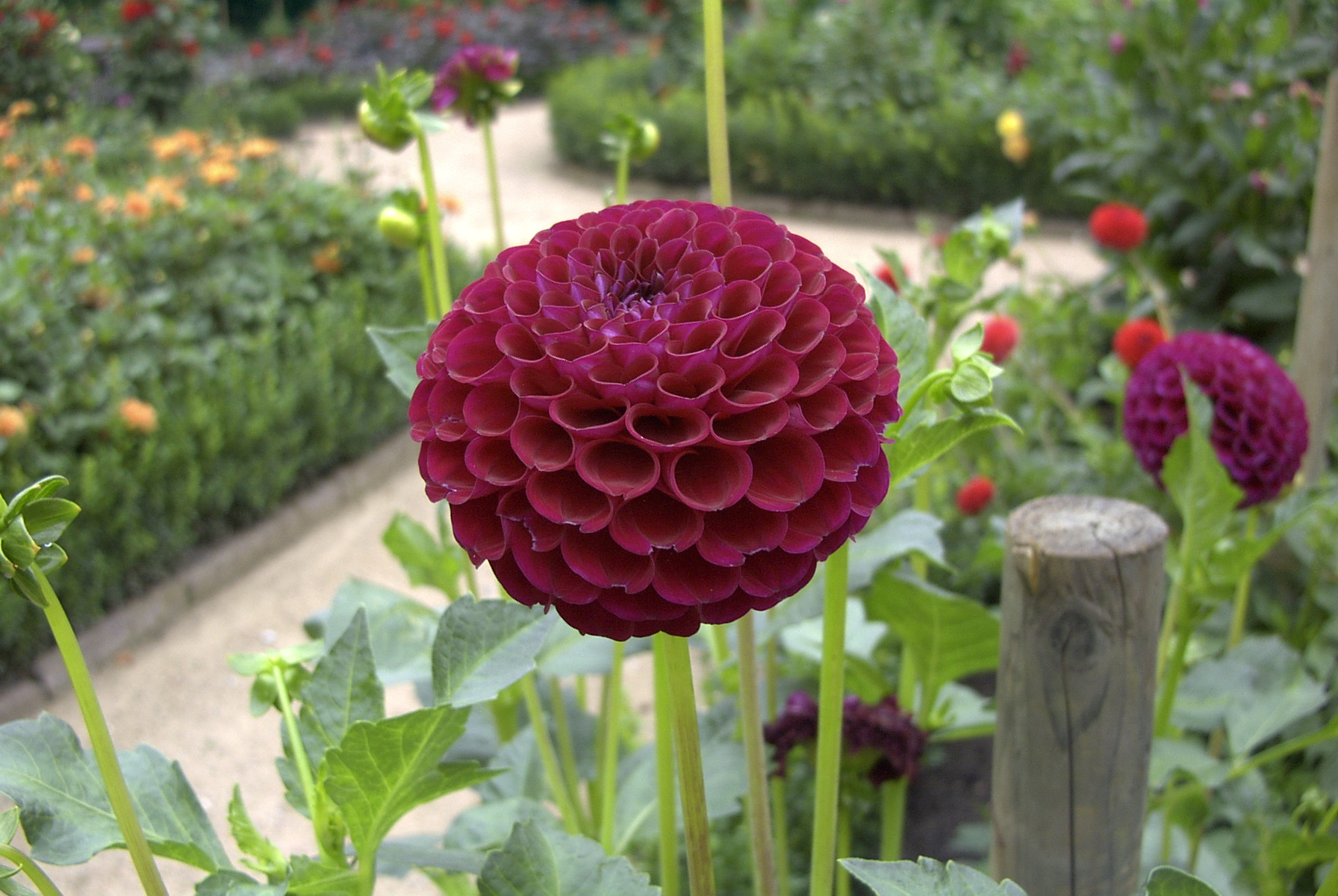
Le Dahlia sono piante perenni tenere che provengono da climi caldi tutto l'anno e necessitano di cure speciali per sopravvivere ai freddi inverni
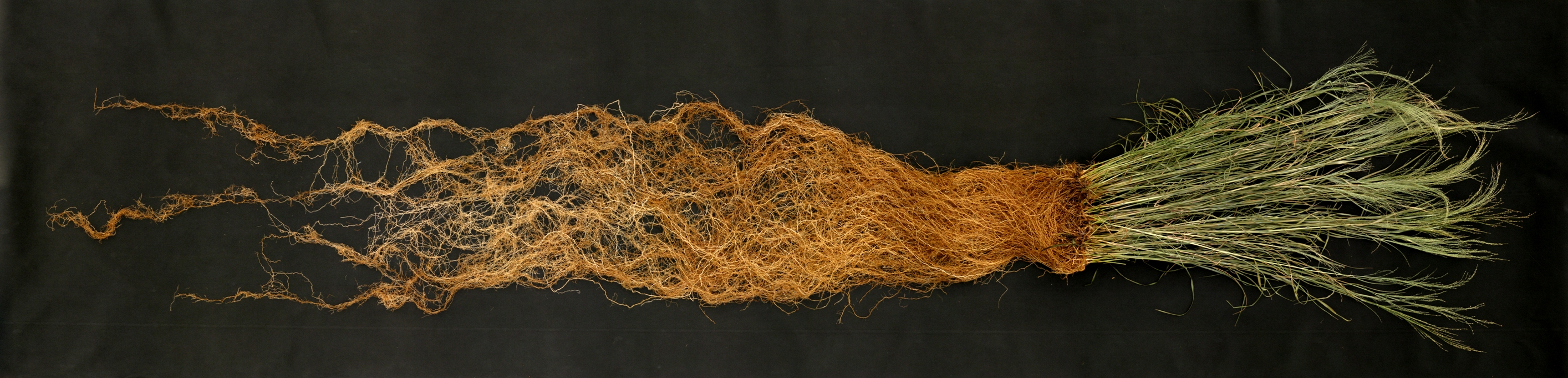
Panicum virgatum è una pianta perenne dalle radici profonde
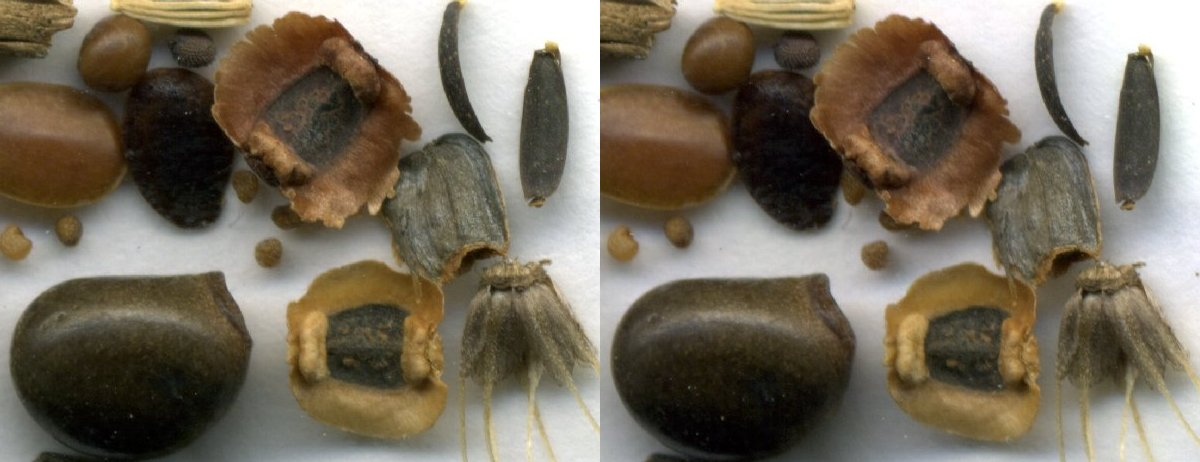
Immagine stereoscopica di un insieme di semi di fiori perenni
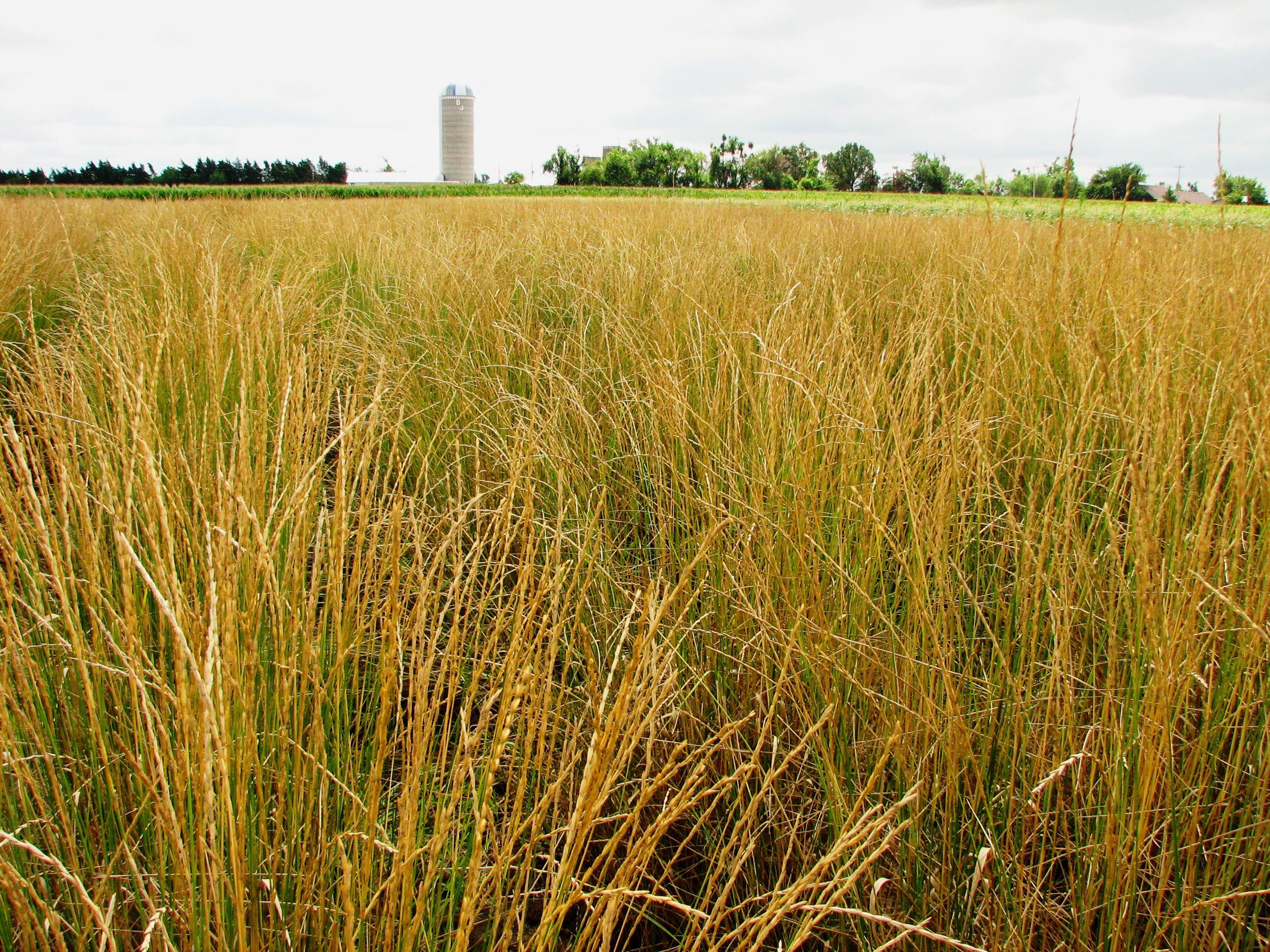
Campo di maturazione di Thinopyrum intermedium presso la fattoria di ricerca del Land Institute a Salina, Kansas